# Vila Velha (Oiapoque)
Vila Velha é um distrito do município brasileiro de Oiapoque, no estado do Amapá. Segundo o censo demográfico de 2022, realizado pelo Instituto Brasileiro de Geografia e Estatística (IBGE), sua população era de 2 243 habitantes e havia 448 domicílios particulares permanentes ocupados. Foi criado pela lei federal nº 1.503 de 15 de dezembro de 1951.
De acordo com o IBGE, em 2010 a população era de 2 723 habitantes e havia 524 domicílios particulares.